# Carnaval Festival

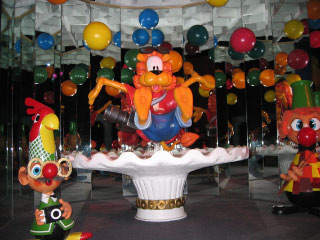
Loeki de Leeuw in Carnaval Festival

Carnaval Festival (auf Deutsch Karneval Festival) ist ein Fahrgeschäft des Herstellers Mack Rides im niederländischen Freizeitpark Efteling. Die Gondeln fahren an Karneval-Szenen vorbei, wobei diese in 15 Länder aufgeteilt sind.
Das Fahrgeschäft wurde von Joop Geesink entworfen, der in den Niederlanden auch als Erfinder von Loeki de Leeuw (deutsch: Loeki der Löwe) bekannt ist. Es wurde 1984, kurz nach dem Tod seines geistigen Vaters, eröffnet.

## Geschichte

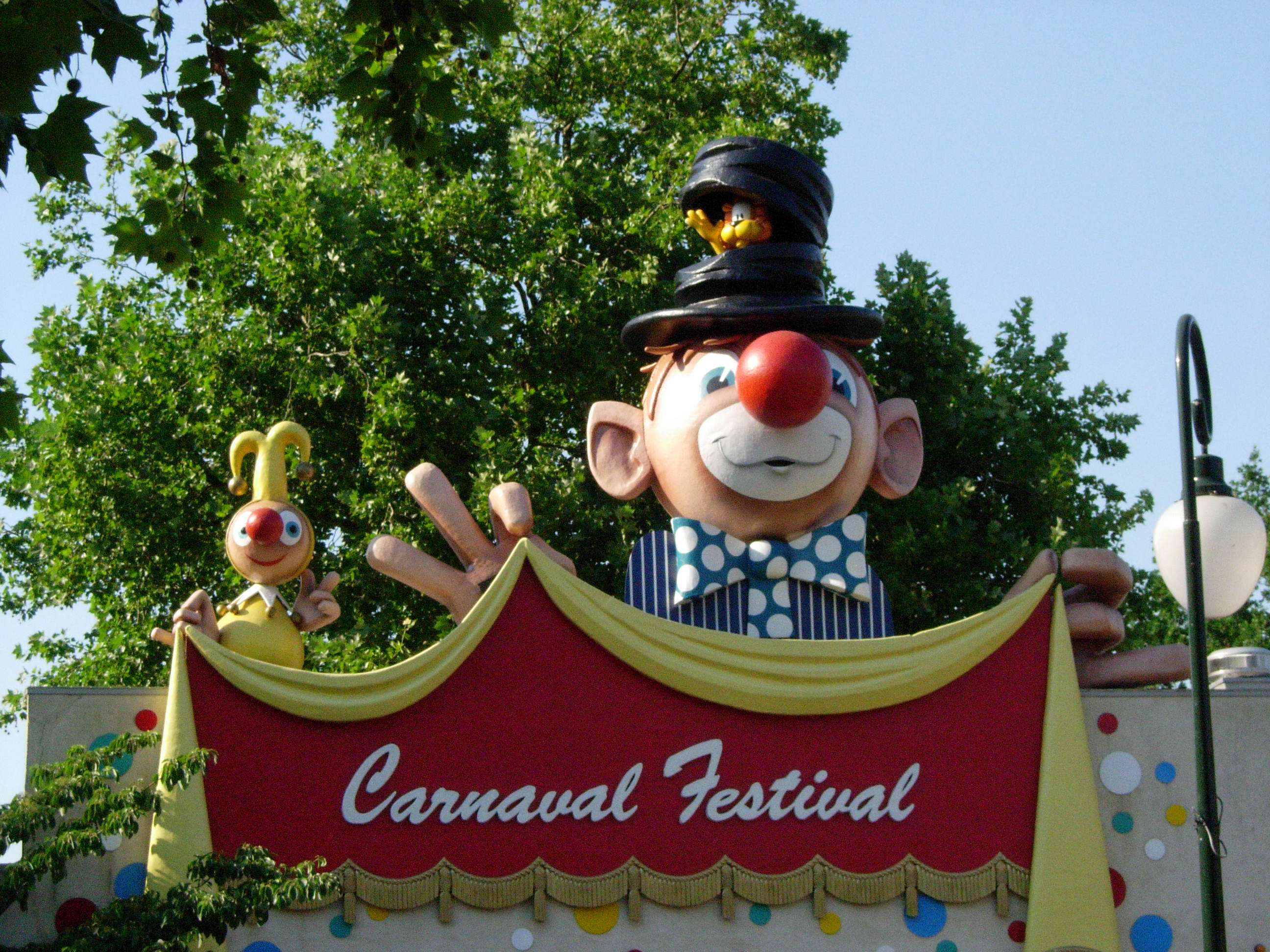
Eingang mit Loeki (2005–2012)

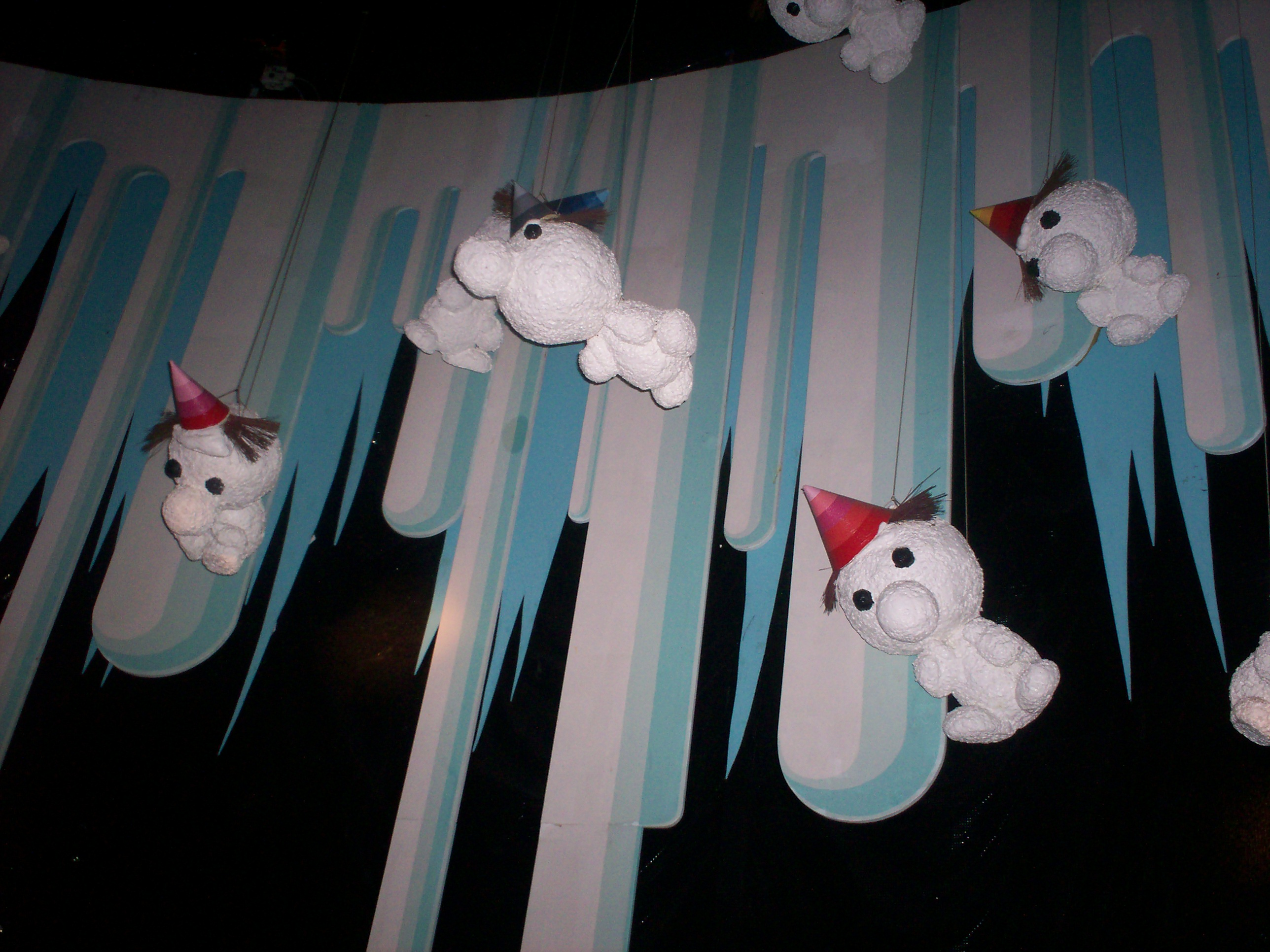
Schneepuppen

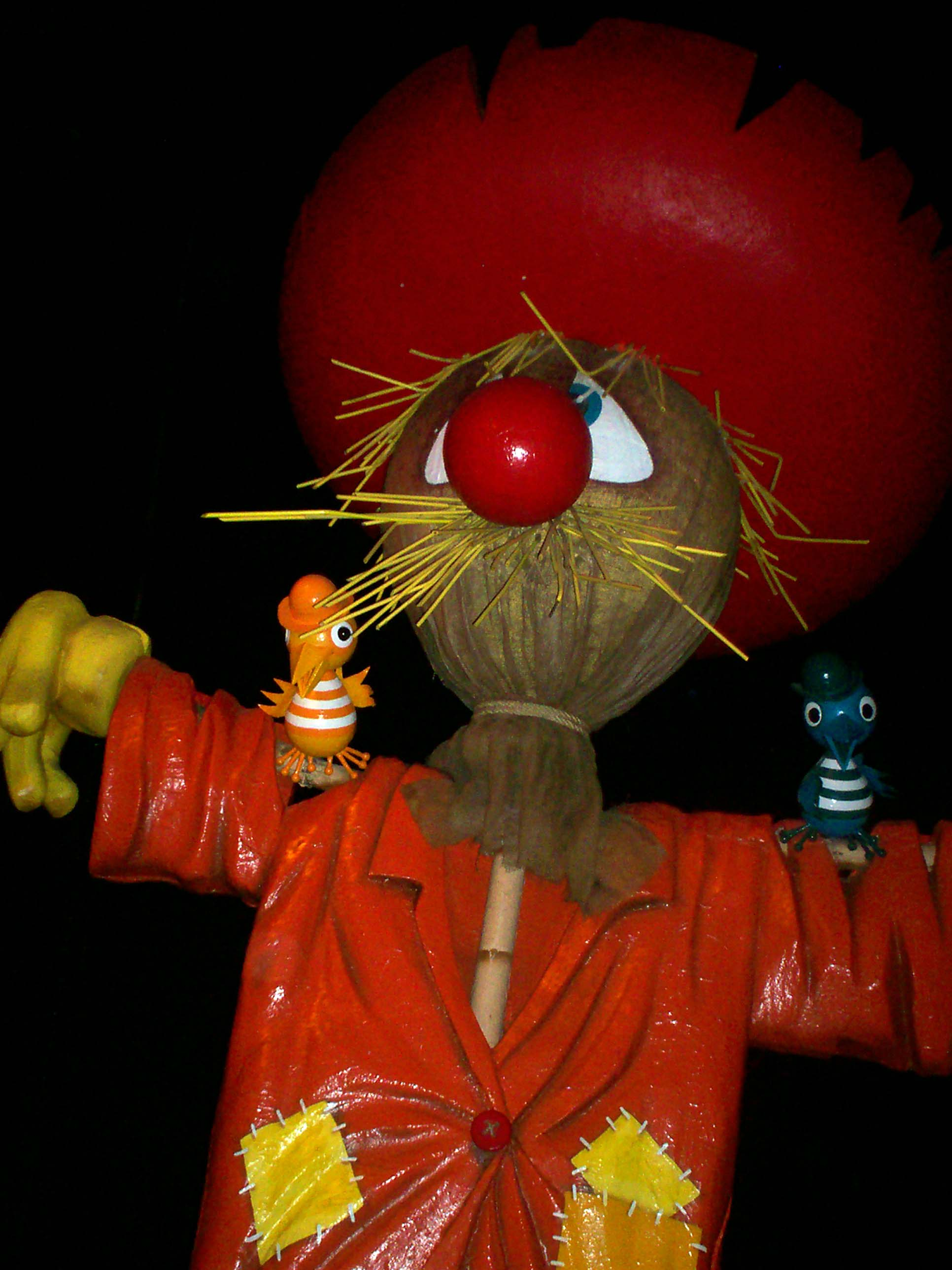
Vogelscheuche in Niederlande.

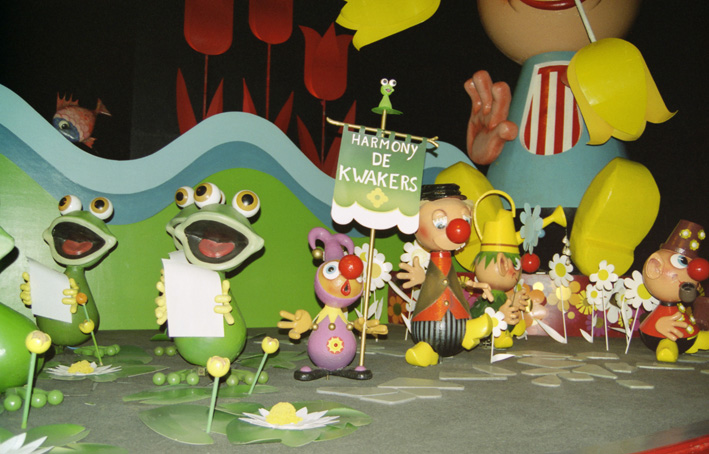
Frösche in Niederlande.

Im September 1983 entstand der Plan, den ersten Darkride in Efteling zu bauen. Am 1. Juni 1984 wurde er durch die Witwe von Joop Gesink eröffnet. Im Jahr 1998 musste wegen des Baus der Achterbahn Vogel Rok der Eingang verlegt werden, wobei die Wartereihen gleichzeitig überdacht wurden. Seit 2005 war Loeki der Löwe in jeder Szene der Attraktion zu sehen. Seit November 2011 wird außerdem jedes Jahr in der Adventszeit eine Puppe von Sinterklaas in die niederländische Szene gesetzt. Im Jahr 2012 wurde Loeki der Löwe wieder durch die ursprünglichen Maskottchen der Attraktion ersetzt: Jokie und der Vogel Jet.
Die Attraktion wurde in den Jahren 2002 und 2012 zum 50- und 60-jährigen Bestehen Eftelings überholt.

## Hintergrund
Auffallend sind im Carnaval Festival die großen, roten Nasen, die nahezu alle Puppen haben. Im Eröffnungsjahr wurden an die Besucher rote Nasen ausgeteilt. 

## Musik
Die Begleitmusik wurde von Toon Hermans komponiert und von Ruud Bos umgesetzt. Die Attraktion hat eine durchlaufende Musik, wobei die meisten Länder ein eigenes Arrangement haben, das typisch für das jeweilige Land sein soll. 

## Trivia
- Carnaval Festival wurde sehr schnell gebaut. Im September 1983 wurde der Bau beschlossen; bereits zum Beginn der Saison 1984 war es für die Besucher geöffnet, und das, ohne die geplanten Kosten von 10 Millionen Gulden zu überschreiten.
- Carnaval Festival war 1984 die erste Attraktion in Efteling mit einer Fotostation während der Fahrt. Die Kamera befand sich zunächst am Anfang der Fahrt und wurde 1986 an die heutige Stelle kurz vor der Abschluss-Szene verlegt.

## Abbildungen

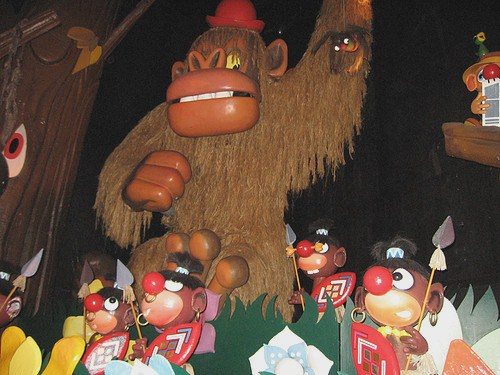
Dschungel-Szene
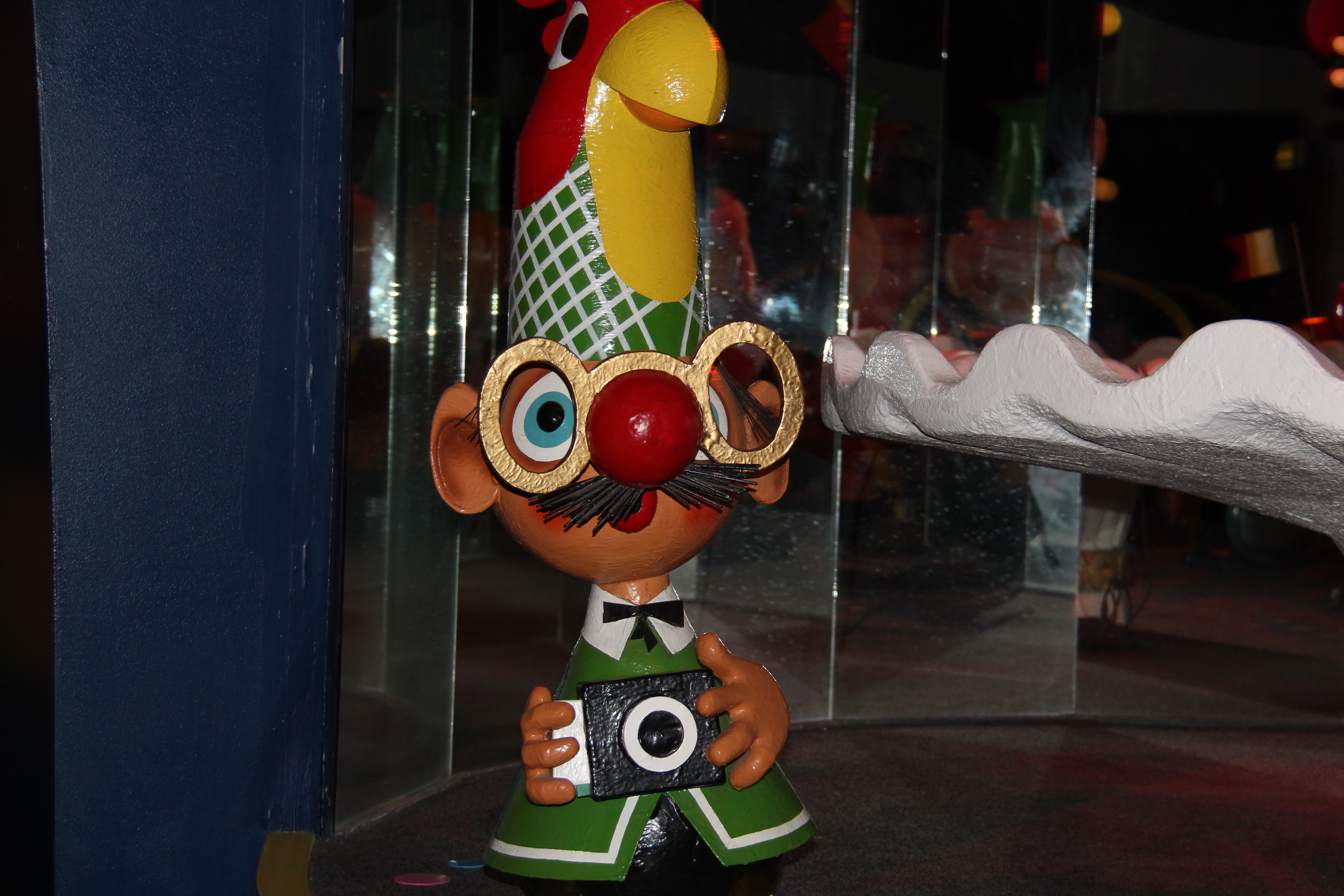
Fotograf in Belgien
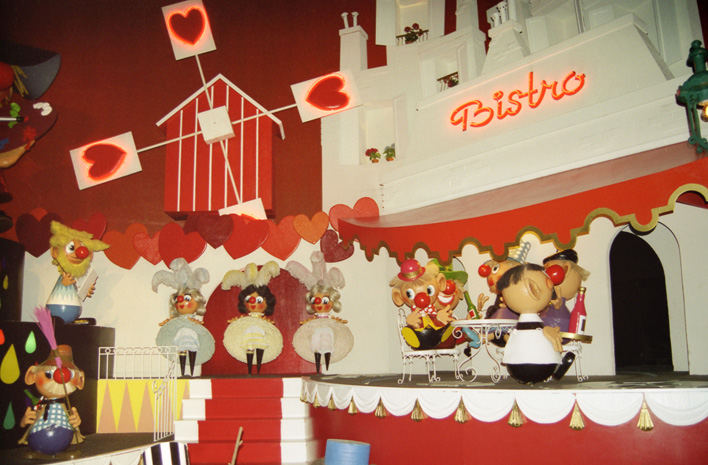
Frankreich
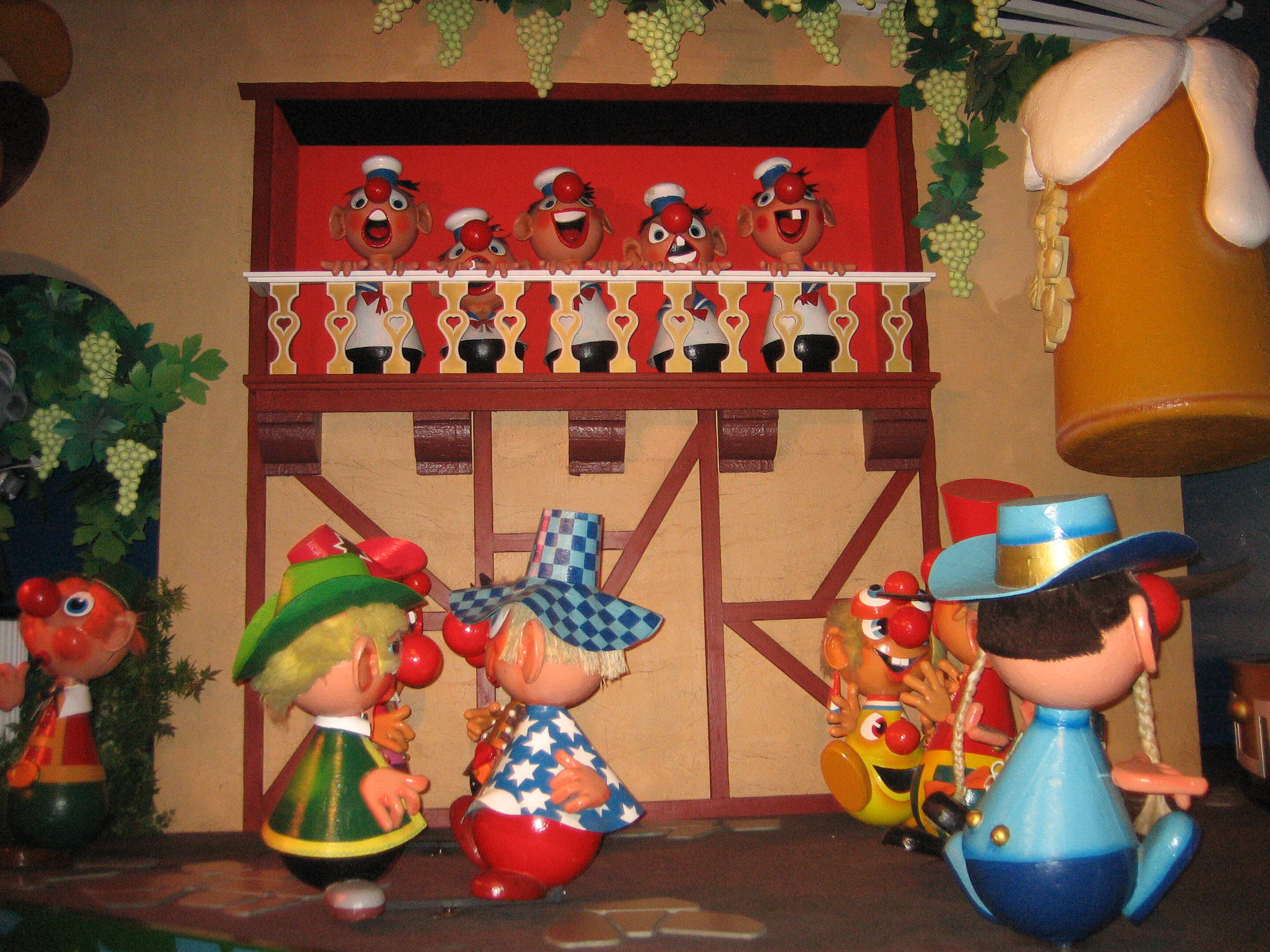
Bierfest in Deutschland
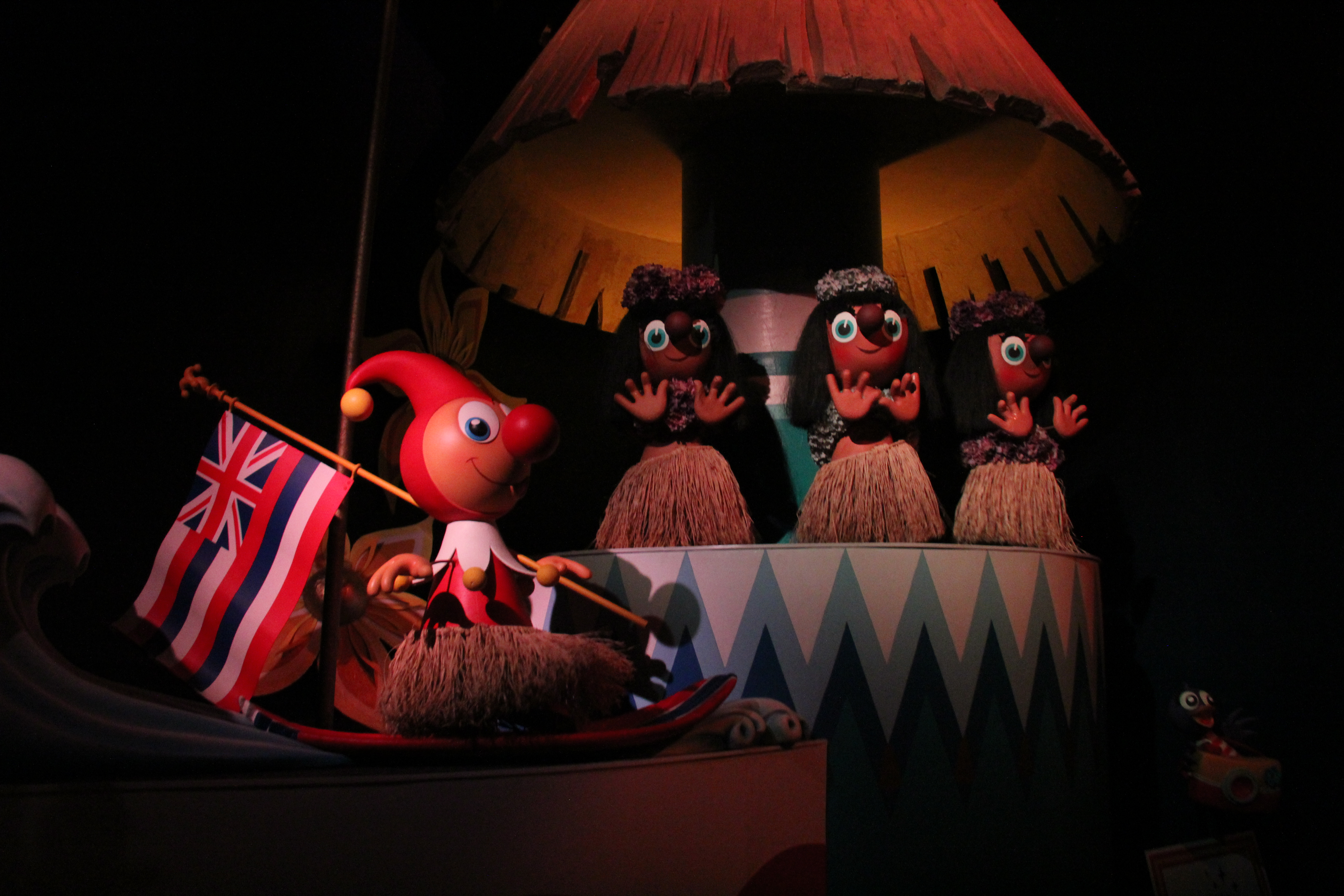
Jokie in Hawaii